# Sötgrenadill
Sötgrenadill (Passiflora ligularis) är en art i passionsblomssläktet i familjen passionsblommeväxter från centrala Mexiko till Venezuela, Peru och Bolivia. 1000-3000 m. Arten odlas kommersiellt för sina frukter som sägs vara de mest välsmakande av alla passionsfrukter. Den odlas ibland som krukväxt i Sverige. Växten är uppskattad för sina dekorativa egenskaper, så den kan ofta ses i projekt av landskapsdesigners som skapar parkområden för tropiska länder.

## Beskrivning
Arten är en kraftigväxande lian till 15 meters längd. Stammar rundade. Blad hjärtlika, sällan treflikiga, kala, 8-15 cm långa och 6-13 cm breda. Blommorna är grönvita till vita, blåaktiga eller rosa, till 9 cm i diameter. De har bikrona i 5-7 serier, den yttersta är lika lång som kronbladen, bandade i blått, vitt och rödaktigt purpur.

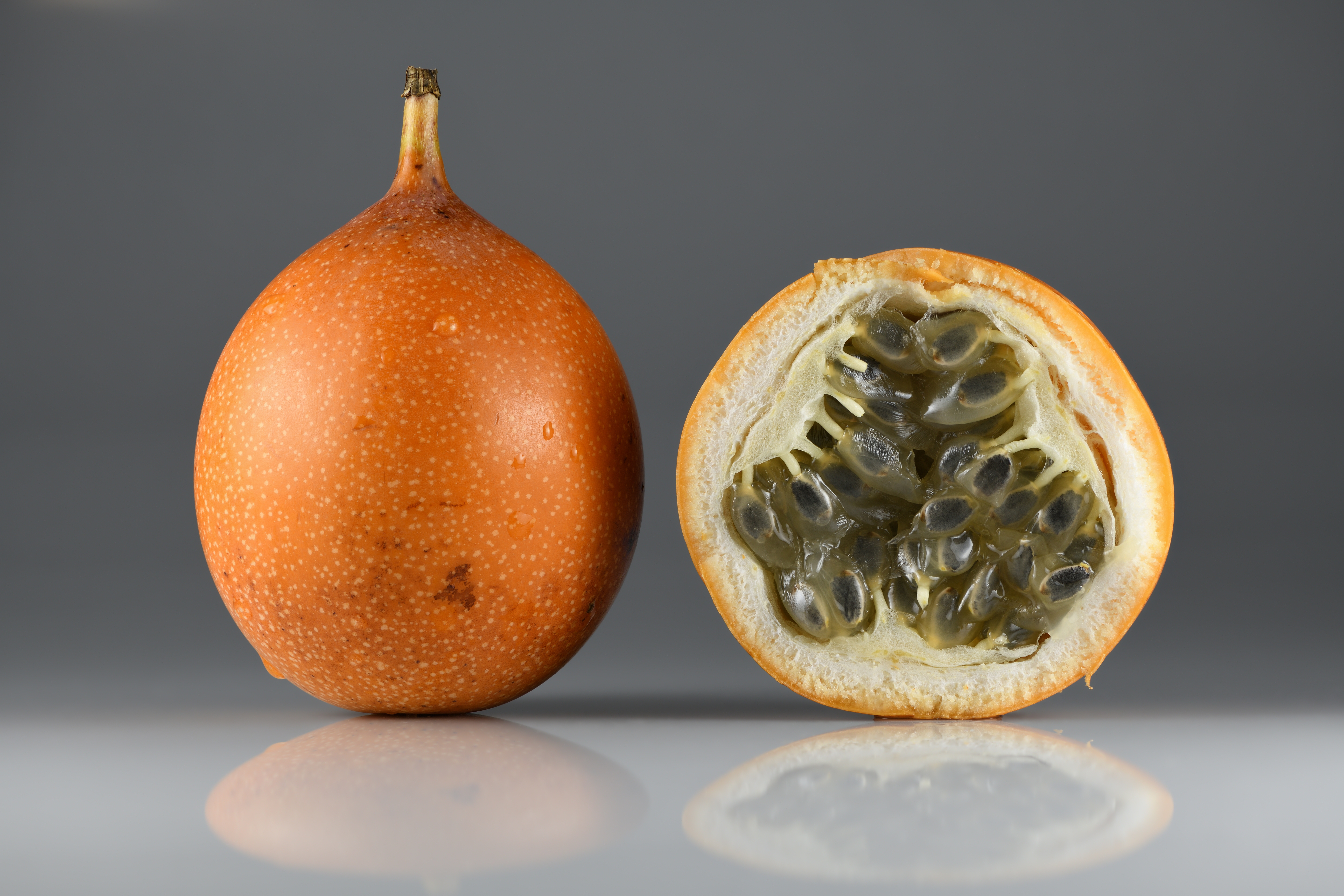
Frukterna hos sötgrenadill.

Växten kan odlas för sin frukt, som i den svenska handeln kan få heta "grenadill" eller "grenadilla". Frukten är ätlig och mycket välsmakande, äggrund och upp till 8 × 6 cm, gul, orange eller purpur med hårt skal.
Namnet ligularis (lat.) betyder remlik och syftar på bladskaftens glandelkörtlar.

## Odling
Lättodlad men mycket storväxt och passar kanske inte som klassisk krukväxt men blir mycket vacker i ett uterum. Kräver en solig placering och med bra ljus kan den blomma från april till sena hösten. Föredrar en väldränerad och näringsrik jord. Övervintras vid ca 15°C, men klarar tillfälligt lägre. Kräver god tillgång till näring och bör hållas jämnt fuktig året om. Förökas med frön eller sticklingar.

## Synonymer
- Passiflora ligularis f. lobata  (Mast.) Killip
- Passiflora ligularis var. geminiflora DC.
- Passiflora ligularis var. lobata  Mast.
- Passiflora lowei Heer ex Regel
- Passiflora serratistipula Moc. & Sessé ex DC.
- Passiflora tiliifolia Sessé & Moc., nom. illeg.